# Skałoszczur właściwy
Skałoszczur właściwy, skałoszczur skalny (Petromus typicus) – gatunek afrykańskiego gryzonia z monotypowego współcześnie rodzaju skałoszczur (Petromus) i monotypowej rodziny skałoszczurowatych (Petromuridae), zamieszkujący skaliste obszary zachodniej części Afryki Południowej, Namibii, południowo-zachodniej Angoli oraz północno-zachodni region Kraju Przylądkowego w Południowej Afryce.

## Systematyka
Petromus typicus zaliczany jest do rodziny skałoszczurowate (Petromuridae). W literaturze zoologicznej wyróżniono piętnaście podgatunków występujących na stosunkowo małym terenie, jednak nie wszystkie są akceptowane przez taksonomów jako odrębne podgatunki.
Analizy genetyczne wykazały bliskie pokrewieństwo rodzin Petromuridae i Thryonomyidae. Postulowano nawet umieszczenie obu rodzin w jednej wspólnej nadrodzinie Thryonomyoidea. Najnowsze ustalenia lokują jednak rodzinę Petromuridae w nadrodzinie Petromuroidea.
Opisano liczne formy i podgatunki, ale wstępne pomiary czaszki wykazują, że P. typicus jest gatunkiem monotypowym, chociaż potrzebne są analizy filogenetyczne, aby to potwierdzić.

## Nazewnictwo
Oprócz nazw Petromus i Petromuridae w literaturze czasem stosowane są nazwy Petromys i Petromyridae.

### Nazewnictwo łacińskie
Nazwa rodzajowa Petromus pochodzi od greckich słów: petra (πέτρα), oznaczającego „skałę”, oraz mys (μυς), znaczącego „mysz”, i najprawdopodobniej nawiązuje do skalistego środowiska zajmowanego przez to zwierzę. Nazwa gatunkowa pochodzi od łac. typicus „typowy, typ”, od gr. τυπικος tupikos „typowy, zgodnie z typem”, od τυπος tupos „typ”.

### Nazewnictwo narodowe
Lokalnie używane są nazwy rock rat, dassie rat i noki. Noki pochodzi z dialektu ludu Khoikhoi. Badacze chętnie używają tej nazwy, bowiem pozwala na uniknięcie pomyłek pomiędzy dassie-rat a rock-dassie (góralkiem skalnym) – ssakiem z rodziny góralkowatych. W języku niderlandzkim, którego używali przybywający z Europy osadnicy z okolic Kapsztadu, słowo dassie oznacza borsuka.

## Genetyka
Andrea Mess i Manfred Ade zwracają uwagę na dużą zbieżność cech plezjomorficznych tego gatunku z Hystricognathi.

## Budowa ciała

### Morfologia
Petromus typicus bywa w literaturze określany jako podobny do wiewiórki, ale bez puszystego ogona. Zachowuje duże podobieństwo do innych jeżozwierzokształtnych – w tym południowoamerykańskich koszatniczek. Budowa ciała niska, nieco przysadzista. Tułów dorosłego osobnika ma 140–200 mm długości, ogon 130–180 mm, a waży 100–300 g.
Skałoszczur właściwy ma czarne, długie wibryssy, beżowy nos, wąskie łapy i pazury. Rinarium jest mocno zredukowane. Przednie łapy mają cztery palce, a tylne pięć. Sierść miękka w dotyku, rośnie w kępkach po 3–5 włosów. Nie ma podszerstka, więc włos okrywowy jest sztywny i wyprostowany. Kolor sierści zlewa się z barwą skał, część grzbietowa ma szary odcień, a brzuszna szaro-beżowy, śniady lub pomarańczowo-beżowy. Sierść na ogonie jest rzadka, krucha i łatwo łamliwa. Sporadycznie umaszczenie może być brązowe, szare czy nawet czarne.
Morfologicznie P. typicus jest dobrze przystosowany do życia w specyficznym terenie. Głowa jest bocznie spłaszczona, ciało gibkie, szkielet giętki i elastyczny, co ułatwia przeciskanie się przez szczeliny. Sutki samic (3 pary, rzadziej 2), są ulokowane wysoko, na bokach, co umożliwia karmienie młodych podczas leżenia na brzuchu czy chowania w szczelinach. Przysadzista budowa ciała jest zgodna z charakterem poruszania się. Skałoszczur właściwy nie skacze, ale biega.
Petromus typicus ma uzębienie o charakterze hypsodontycznym (wysokokoronowe), co oznacza zęby o krótkich korzeniach i masywnej koronie. Wzór zębowy: {\displaystyle {\tfrac {1013}{1013}}}.

### Anatomia
Żołądek jest duży, zakrzywiony, pofałdowany, kątnica duża w przekroju i podzielona.

## Fizjologia
Niedobór wody jest typową cechą Pustyni Namib od milionów lat. P. typicus są więc doskonale przystosowane pod względem morfologii do funkcjonowania w takich warunkach. Mogą zdobywać wodę znajdującą się w szczelinach skalnych, wciskając się do nich, co ułatwiają bocznie spłaszczona czaszka, elastyczne żebra i boczno-grzbietowe sutki.

## Tryb życia
Skałoszczur właściwy prowadzi dzienny tryb życia. Żyje w skalistym terenie, chętnie na skalistych zboczach gór, wzgórz i urwisk, które dają schronienie. Z kryjówek wyłania się rano lub późnym popołudniem, choć czasem jest aktywny także w czasie silnego operowania słońca. Lubi wygrzewać się w gorące dni, ale zazwyczaj pod osłoną skał, które go chronią przed atakiem sokołowych. Petromus typicus wiedzie samotniczy tryb życia lub żyje w parach, lubi spędzać czas na baraszkowaniu i zabawach.
Zoolodzy zaobserwowali sporadycznie występujące nieco dziwne zachowanie polegające na wsparciu się na usztywnionym, zagiętym ogonie i na przednich łapach (ang. tail stand), podczas gdy łapy tylne wykonują swobodne ruchy w powietrzu i bębnią o ziemię. Znaczenie tego zachowania nie jest wyjaśnione.

### Cykl życiowy
Mało jest informacji na temat cyklu rozmnażania P. typicus. Cykl rozrodczy ma miejsce tylko raz w roku i zaczyna się zazwyczaj przed porą deszczową, czyli w listopadzie–grudniu (zapłodnienie). Ciąża trwa około 3 miesięcy, rodzi się 1–3 młodych, zwykle 2. Młode – dość duże i pokryte sierścią – rodzą się więc raz w roku w okresach letnich: grudzień–styczeń. To okres korzystny dla wykarmiania młodych mlekiem przez samice, bowiem wówczas roślinność zawiera więcej wody, co jest niezbędne dla prawidłowej laktacji. Młode pozostają pod opieką matki przez trzy tygodnie, a po około 2 tygodniach życia zaczynają zjadać stały pokarm. Dorosłe i w pełni samodzielne stają się po 9 miesiącach życia. Podczas przeprowadzanych badań policzono gęstość występowania P. typicus. Na 6 ha terenu doliczono się 15 osobników.

### Głos
P. typicus używają dźwięków do komunikowania się między sobą. Podczas spokojnego buszowania w zaroślach jeden wydany gwizd potrafi zaalarmować i poderwać wszystkie żerujące w okolicy osobniki do ucieczki do szczelin skalnych. Na swoje sygnały alarmowe wzajemnie reagują zarówno noki jak i góralki skalne.

## Rozmieszczenie geograficzne
P. typicus występuje w skalistych częściach wzgórz i gór zachodniej części Afryki Południowej: Namibii, południowo-zachodniej Angoli oraz północno-zachodnim regionie Kraju Przylądkowego w Południowej Afryce. Zamieszkuje regiony, gdzie średnia roczna suma opadów przekracza 25 mm.

### Kopalne ślady występowania przodkówPetromus
Paleontolodzy znaleźli przed laty ślady Petromus z okresu miocenu w górach Otavi, w bantustanie Kaokoland w północnej Namibii. Dotychczas jednak opisany został jedynie jeden gatunek Petromus minor, którego ślady z późnego pliocenu odkryto w Taung. Uzębienie P. minor pasuje dokładnie do współczesnego przedstawiciela rodzaju Petromus.

## Ekologia
Petromus typicus jest roślinożercą. Przeważnie żywi się graminoidami, czyli roślinami jednoliściennymi o pokroju trawiastym, mszakami i porostami. Dieta zróżnicowana jest jednak pod względem gatunków roślin, jakości i ilości.
Skałoszczur właściwy szuka pożywienia na ziemi i wśród niskich krzewów. Badacze zwracają uwagę, że trudno sklasyfikować niektóre z roślin stanowiących pożywienie noki, bowiem ich morfologia podlega znacznym zmianom w tym specyficznym, pozbawionym wody klimacie. W porach suchych podstawę diety stanowią rośliny jednoliścienne – głównie wiechlinowate: Enneapogon scaber, Cenchrus ciliaris, czy Triraphis ramosissima. Stanowią wówczas około 69% ich pożywienia.
Noki chętnie jadają:
- części zielone i łodygi krzewów: Abutilon angulatum, Abutilon fruticosum, Abutilon ramosum Hibiscus micranthus,
- części zielone krzewów: Blepharis obmitrata, Dichrostachys cinera, Grewia flavescens, Grewia tenax, Helinus integrifolius, Lycium basciifolium, Solanum rigescentoides,
- części zielone drzewa Acacia erubescens,
- kwiaty krzewu Adenolobus garipensis,
- kwiaty roślin zielnych – między innymi Bidens biternata,
- części zielone roślin zielnych: Cyphostemma omburense, Talinum arnotii oraz portulaki (Portulaca sp.),
- kwiaty drzew: Boscia albitrunca i Sterculia africana,
- części zielone i suche oraz owoce Grewia bicolor,
- owoce krzewu Grewia flava.

P. typicus umie przeżuwać. Je wielokrotnie w ciągu dnia, szczególnie chętnie źdźbła siana, bo jest łatwo dostępne. Podczas posiłku Petromus trzyma pożywienie w przednich łapach.
Szczególne, suche środowisko życia gatunku sprawia, że jest on dobrze przystosowany do znoszenia braku wody. Metabolizm noki jest wolniejszy o 25%, niż powinien wynikać z jego wagi. W 75% badanych przypadków P. typicus wybierał te części roślin, które są mu w stanie dać większą ilość wody. Zjadając łodygi traw wybierał zwykle dolną część, odrzucając górną, wysuszoną. Ze względu na stosunkowo niską jakość pożywienia dostępnego na wolności noki stosują dwuetapową metodę trawienia pokarmu – cekotrofię. Dzięki temu zwiększają wykorzystanie składników odżywczych pokarmu i wody. Noki wydalają dwa typy kału, przy czym bardziej miękki na ogół natychmiast zjadają.

### Zależności międzygatunkowe
P. typicus rywalizuje z innym lokalnym drobnym ssakiem, góralkiem skalnym, o kryjówki wśród skał. Ze względu na mniejsze wymiary P. typicus może zajmować mniejsze szczeliny. Przedstawiciele obu gatunków wspólnie żerują, odbywa się to bez zachowań agresywnych. Zwierzęta te wzajemnie odbierają i reagują na dźwięki wydawane przez drugie z nich, a ostrzegające przed niebezpieczeństwem. Na P. typicus polują sokołowe, a pasożytują na nich glisty Acanthoxyurus shortridgei monnig, Heteroxynema cafer i wszy Scipio tripedatus.

### Siedlisko
P. typicus chętnie zamieszkuje skaliste zbocza gór, wzgórz i urwisk. Lubi także osiedlać się w szczelinach odosobnionych wzgórz, zbudowane ze skał twardszych niż skały go otaczające, czyli tzw. inselberg (twardzielce).